# Tiskara
Tiskara je industrijski obrt za tiskanje knjiga, novina i razne druge literature. 
Danas postoji mnogo tiskarskih tehnika kao što su:
- knjigotisak,
- rotacijski tisak,
- sitotisak,
- ofsetni tisak,
- digitalni tisak,
- tampotisak i dr.

Svaka tehnika ima svoje posebno značenje i upotrebu. Za uobičajeno tiskanje knjiga, revija, letaka, brošura i sl., najbolji su ofsetni i digitalni tisak. Sa širokim spektrom različitih tiskarskih tehnika i mogućnosti, tiskara može ponuditi mnoge načine tiskanja potrebnih gospodarstvu i kućanstvima.